# Titus County
Das Titus County ist ein County im Bundesstaat Texas der Vereinigten Staaten. Das U.S. Census Bureau hat bei der Volkszählung 2020 eine Einwohnerzahl von 31.247 ermittelt. Der Verwaltungssitz (County Seat) ist Mount Pleasant.

## Geographie
Das County liegt im Nordosten von Texas, im Norden etwa 30 km von Oklahoma und im Nordosten etwa 15 km von Arkansas entfernt. Es hat eine Fläche von 1103 Quadratkilometern, wovon 39 Quadratkilometer Wasserfläche sind. Es grenzt im Uhrzeigersinn an folgende Countys: Red River County, Morris County, Camp County und Franklin County.

## Geschichte
Titus County wurde 1846 aus Teilen des Bowie County gebildet. Benannt wurde es nach Andrew Jackson Titus, einem Juristen und Farmer.

## Demografische Daten

Alterspyramide des Titus County

Nach der Volkszählung im Jahr 2000 lebten im Titus County 28.118 Menschen in 9.552 Haushalten und 7.154 Familien. Die Bevölkerungsdichte betrug 26 Einwohner pro Quadratkilometer. Ethnisch betrachtet setzte sich die Bevölkerung zusammen aus 70,15 Prozent Weißen, 10,70 Prozent Afroamerikanern, 0,58 Prozent amerikanischen Ureinwohnern, 0,43 Prozent Asiaten, 0,02 Prozent Bewohnern aus dem pazifischen Inselraum und 16,42 Prozent aus anderen ethnischen Gruppen; 1,71 Prozent stammten von zwei oder mehr Ethnien ab. 28,31 Prozent der Einwohner waren spanischer oder lateinamerikanischer Abstammung.
Von den 9.552 Haushalten hatten 39,1 Prozent Kinder oder Jugendliche, die mit ihnen zusammen lebten. 59,0 Prozent waren verheiratete, zusammenlebende Paare 11,4 Prozent waren allein erziehende Mütter und 25,1 Prozent waren keine Familien. 22,1 Prozent waren Singlehaushalte und in 11,1 Prozent lebten Menschen im Alter von 65 Jahren oder darüber. Die durchschnittliche Haushaltsgröße betrug 2,88 und die durchschnittliche Familiengröße betrug 3,36 Personen.
30,3 Prozent der Bevölkerung war unter 18 Jahre alt, 9,8 Prozent zwischen 18 und 24, 28,0 Prozent zwischen 25 und 44, 19,5 Prozent zwischen 45 und 64 und 12,5 Prozent waren 65 Jahre alt oder älter. Das Durchschnittsalter betrug 32 Jahre. Auf 100 weibliche Personen kamen 97,8 männliche Personen und auf 100 Frauen im Alter von 18 Jahren oder darüber kamen 94 Männer.
Das jährliche Durchschnittseinkommen eines Haushalts betrug 32.452 USD, das Durchschnittseinkommen einer Familie betrug 37.390 USD. Männer hatten ein Durchschnittseinkommen von 26.466 USD, Frauen 18.238 USD. Das Prokopfeinkommen betrug 15.501 USD. 14,9 Prozent der Familien und 18,5 Prozent der Einwohner lebten unterhalb der Armutsgrenze.

## Städte und Gemeinden
- Argo
- Cookville
- Mount Pleasant
- Winfield